# Élie Domota
Élie Domota (né en 1967 à Basse-Terre) est un syndicaliste guadeloupéen, porte-parole du Liyannaj Kont Pwofitasyon (ce qui veut dire, en créole, « Collectif contre l'exploitation ») ou LKP, et secrétaire général de l'Union générale des travailleurs de Guadeloupe (UGTG), syndicat majoritaire de la Guadeloupe. Il a tenu un rôle moteur lors de la grève générale dans les Antilles françaises en janvier et février 2009.

## Biographie
Originaire de Bas du Bourg, un quartier populaire de Basse-Terre, Élie Domota est le troisième d'une famille de six enfants. Son père était charpentier et sa mère, femme de ménage. Dès l’âge de 14 ans, il milite au sein de la Jeunesse ouvrière chrétienne.
Il a fait ses études à Limoges, où il a obtenu un DUT de gestion, avant de soutenir une maîtrise d'administration économique et sociale et de suivre un troisième cycle en urbanisme. Retourné en Guadeloupe en 1991 à l'issue de ses études, il est aujourd'hui directeur adjoint du pôle emploi de Morne-à-l'Eau. Il est marié et père de trois enfants.
En 2015, Élie Domota interpelle François Hollande concernant le développement de l'apologie de l'esclavage.
En juin 2022, il est relaxé à la suite d'un procès pour « violences volontaires sur personne dépositaire de l'autorité publique sans ITT » et « refus de se soumettre aux prélèvements obligatoires ».

## Grève générale de 2009
Il apparaît depuis le début de la grève générale déclenchée en Guadeloupe le 20 janvier 2009 dans un tee-shirt rouge (couleur des insurgés contre les troupes du Premier consul Napoléon Bonaparte venues rétablir l'esclavage en 1802) siglé « LKP ». Le 20 février 2009, sa marionnette apparaît pour la première fois dans les Guignols de l'info dans une joute verbale avec celle de Nicolas Sarkozy.
Élie Domota a appelé « le peuple guadeloupéen à manifester contre le pouvoir colonial français [qui] s’apprête à réprimer les travailleurs, la jeunesse, le peuple de Guadeloupe avec leurs organisations ». Au cours de la grève, il a fustigé dans ses discours la France « qui envoie des charters de gendarmes "casser du nègre" chez lui, en Guadeloupe », et « la France [qui] a choisi sa voie naturelle, celle de tuer des Guadeloupéens ».
Les propos qu'il a tenus lors d'une interview le 5 mars 2009 à Télé Guadeloupe « soit ils appliqueront l'accord, soit ils quitteront la Guadeloupe » et encore « nous ne laisserons pas une bande de békés rétablir l'esclavage » ont entraîné une polémique en métropole,. L'enquête judiciaire pour « provocation à la haine raciale » qui a été ouverte à son encontre est dénoncée par Domota comme une tentative d'« intimidation ».
Après 45 jours de grève générale et la mort du syndicaliste Jacques Bino, Élie Domota parvient à obtenir une augmentation de 200€ des salaires minimum (accord Bino), et un contrôle de plusieurs centaines de produits de première nécessité.

## États généraux de l'Outre-Mer
Le 5 avril 2009, le LKP annonce la décision d'Élie Domota de refuser de participer aux états généraux de l'Outre-Mer prévus ce même mois. Il justifie ce refus en déclarant : « Nous sommes dans notre propre logique. Nous allons organiser nos propres États Généraux, avec la population et pas seulement des experts ». Le 15 avril, Domota explique : « il faut véritablement donner la parole aux Guadeloupéens [au lieu de] se contenter de rencontrer des technocrates. [...] On n'entend pas la voix des travailleurs, on n'entend pas ce que disent les Guadeloupéens [...] ce n'est pas du tout avec les états généraux que ça va changer. »
Il participe aux manifestations de 2021 contre l’obligation vaccinale et le passe sanitaire en Guadeloupe. Il est arrêté et placé en garde à vue fin décembre à l'issue d'une manifestation au cours de laquelle les manifestants auraient tenté de passer au travers des barrières installées par la police, donnant lieu à des tirs de lacrymogène et des jets de pierre. Il doit être jugé en avril 2022 pour «  violences volontaires sur personne dépositaire de l’autorité publique et refus de se soumettre aux prélèvements obligatoires ». Il reçoit le soutien de plusieurs partis de gauche face à une arrestation jugée arbitraire et politique.